# Heart of Neolithic Orkney
Het Heart of Neolithic Orkney (Hart van neolithisch Orkney) verwijst naar een groep van neolithische monumenten, die zich op de Orkney-eilanden (Schotland) bevinden.
Deze naam werd gebruikt door UNESCO toen deze plaatsen in 1999 op de Werelderfgoedlijst werden gezet.
De monumenten bevinden zich in twee gebieden op Mainland. Het ene gebied is genaamd The Brodgar Rural Conservation Area en ligt op het land dat de meren Loch of Harray en Loch of Stenness scheidt. Het andere gebied bevindt zich aan de westkust rondom de neolithische nederzetting Skara Brae. Om beide gebieden is een bufferzone aangewezen; het totale gebied beslaat bijna 161 vierkante kilometer.
De grote archeologische plaatsen die het Hart van neolithisch Orkney vormen:
- Maes Howe, een graftombe van 35 meter breed en zeven meter hoog;
- Stones of Stenness , een steencirkel bestaande uit twaalf grote stenen, opgericht rond 3000 v.Chr.;
- Ring of Brodgar, een steencirkel van zestig stenen met een diameter van 104 meter;
- Skara Brae, een nederzetting gebouwd rond 3000 v.Chr.
- Ness of Brodgar een archeologische vindplaats van 2,5 hectare die sinds 2003 wordt onderzocht. De site ligt tussen de Ring of Brodgar en de Stones of Stenness. Het betreft een Neolithisch tempelcomplex van (voor die periode) ongekend grote omvang en bouwkundig vernuft.

Naast deze grote monumenten behoren een groot aantal kleinere monumenten tot de inschrijving: 
- In een gebied van tien hectare rond de Ring of Brodgar bevinden zich dertien grafheuvels en een enige staande stenen. De drie belangrijkste grafheuvels hiervan zijn Salt Knowe, Plumcake Mound en South Mound, die gebouwd en gebruikt werden tussen 2500 en 1500 v.Chr.
- Aan het zuidelijk uiteinde van het land tussen de meren Loch of Harray en Loch of Stenness staat de Watch Stone, een monoliet van 5,5 meter hoog.
- De nederzetting van Barnhouse, die dateert van voor 3000 v.Chr., ligt niet ver van de Stones of Stenness.
- De monolieten genaamd de Barnhouse Stone en de Comet Stone bevinden zich eveneens in de bufferzone.